# 京斉高速列車
京斉高速列車（けいせい-こうそくれっしゃ）は、首都北京市と黒竜江省のチチハル市を結ぶ、高速鉄道の列車である。

## 沿革
2021年7月11日、北京朝陽~哈爾浜西間のG933/928列車の運行区間が斉斉哈爾南駅まで延長されたことで、運行が開始された。当初は1往復のみの運行であったが、2023年7月1日のダイヤ改正により、北京朝陽~斉斉哈爾南間にG901/908・G909/904・G947/934次列車の3往復が新たに設定され、現在と同じ4往復での運行となった。 その後、2024年には使用車両が従来の和諧号 CRH380B型から、新型の復興号CR400BF-GZ型及びCR400BF-GS型へと順次置き換えられた。

## 使用車両
8両編成の復興号CR400BF-GZ・CR400BF-GS型が使用される。16両編成の場合は、同型の2編成を連結して運行される。

## 時刻表
(詳細：北京-斉斉哈爾高速動車組列車)

2025年7月時点のダイヤでは、同列車は北京-チチハル間を6時間10分から7時間41分で走破する。下り最速達列車のG903列車、上り最速達列車のG916列車は、ともに6時間10分で両都市間を結ぶ。